# Житловий комплекс «Королівська вежа» (Донецьк)
47°59′46″ пн. ш. 37°49′03″ сх. д. / 47.99611° пн. ш. 37.81750° сх. д.
ЖК «Королівська вежа» — 29-поверховий житловий комплекс в Донецьку, споруда є найвищим хмарочосом міста.

## Характеристики
Житловий комплекс розташований у Ворошиловському районі міста по вулиці Коваля, 65 а. Це один з найсучасніших хмарочосів України. 
Королівська вежа є великим житлово-соціальним комплексом, і включає в своїй структурі:
- Спортивно-оздоровчий центр
- Салон краси
- Відділення банку
- Медичний центр
- Підземну парковку на 88 машиномісць.
- 5 швидкісних ліфтів (два пасажирські, два вантажні і один службовий)

## Цікаві факти
- Будівництво хмарочоса вела компанія «Познякижитлобуд».[1]
- Всі ~112 метрів висоти видно лише з одного боку будівлі, з іншого — висота вежі ~109 метрів.

## Галерея

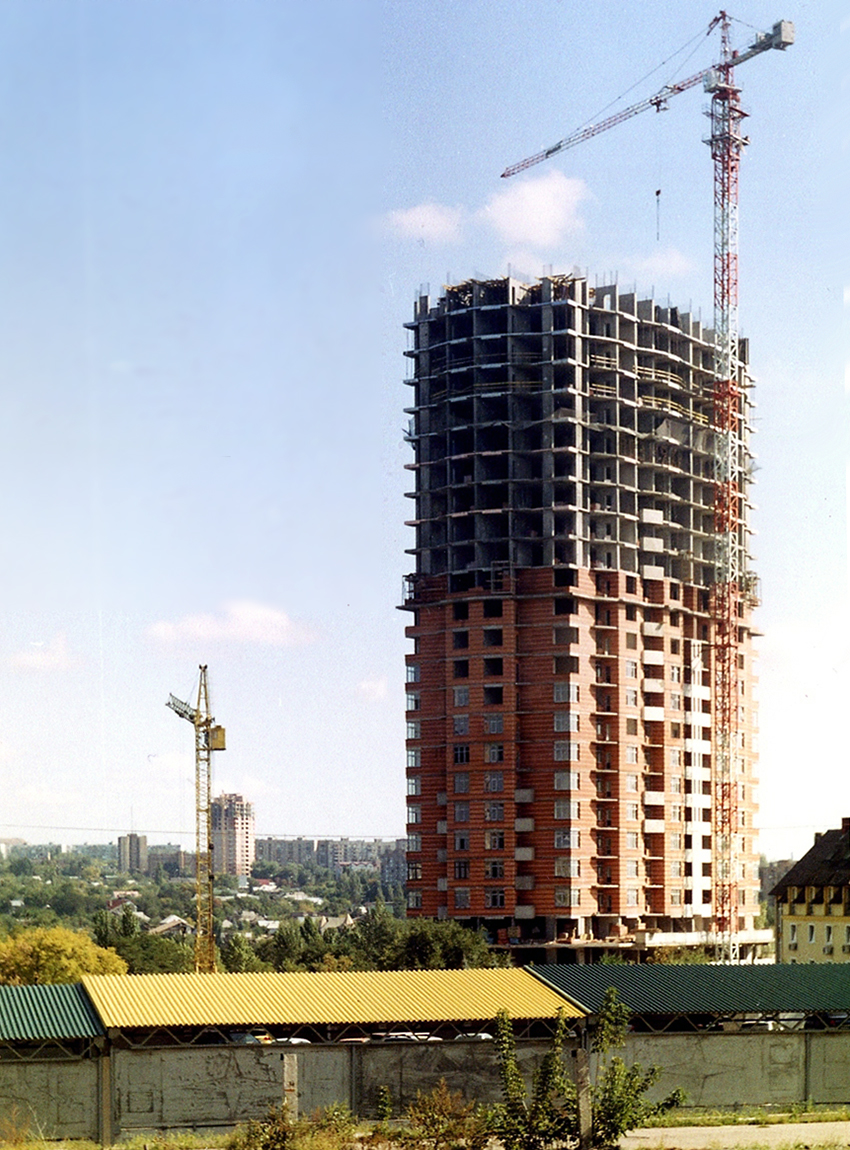
будівництво у 2007 р.
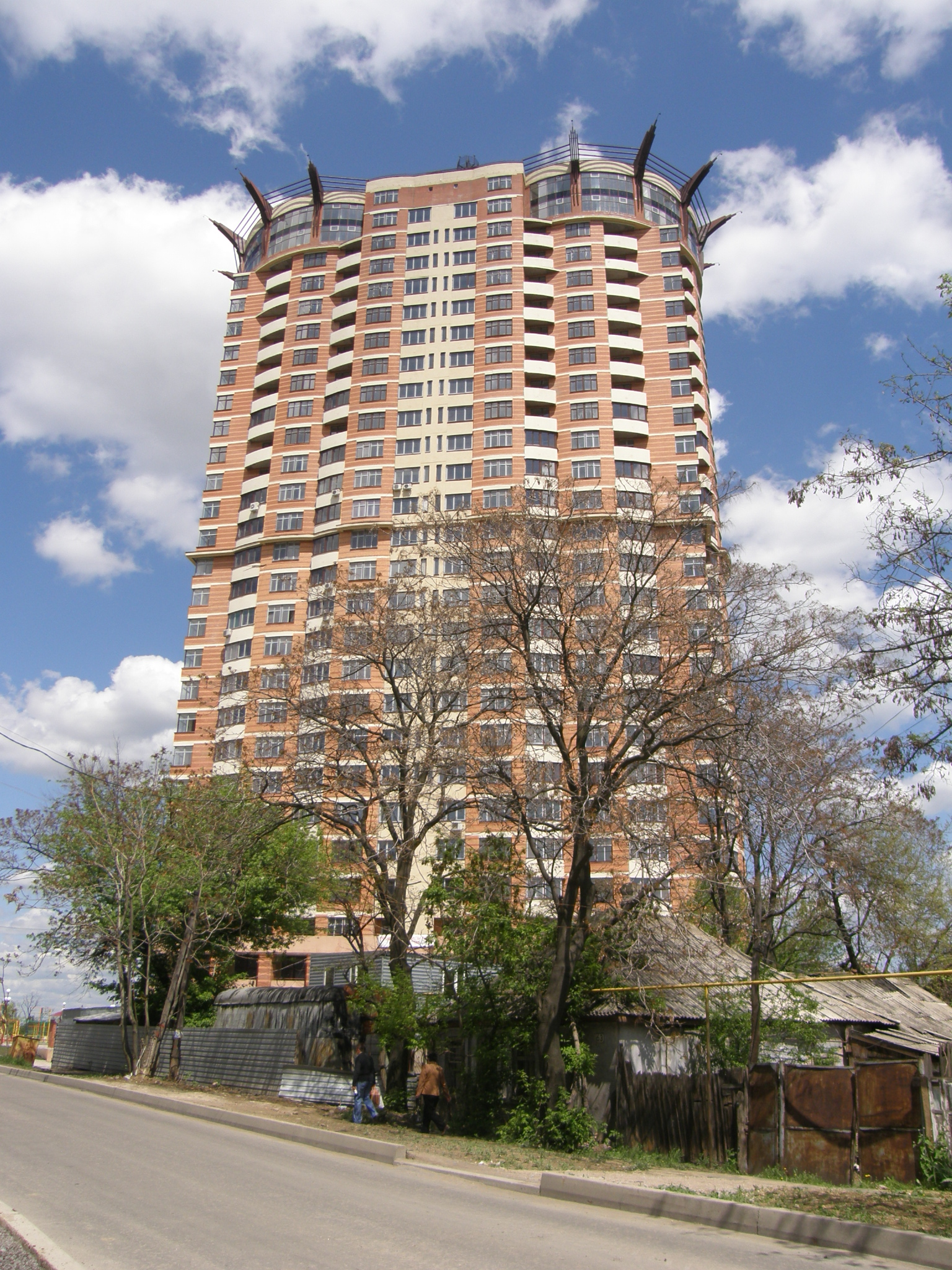
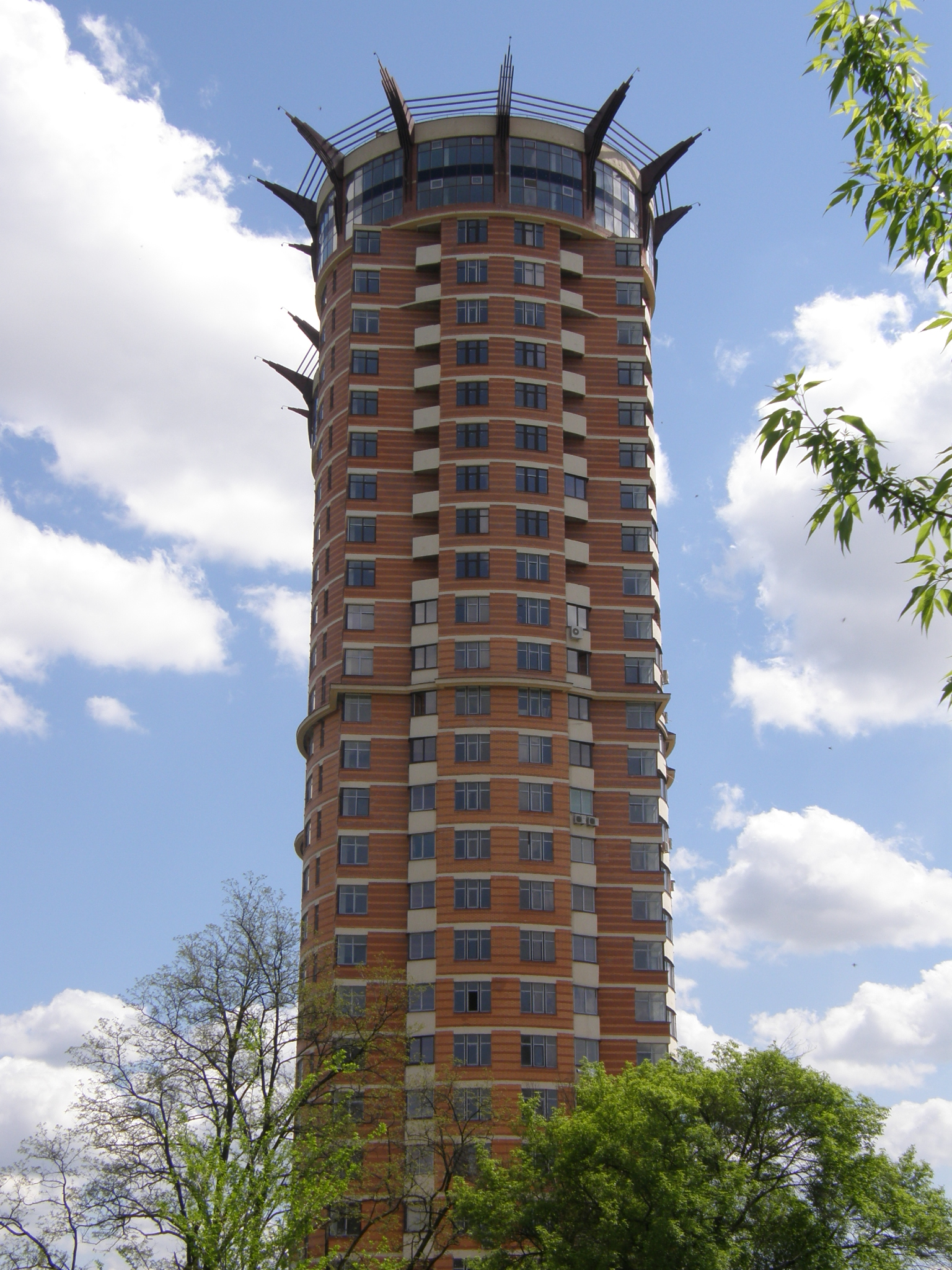
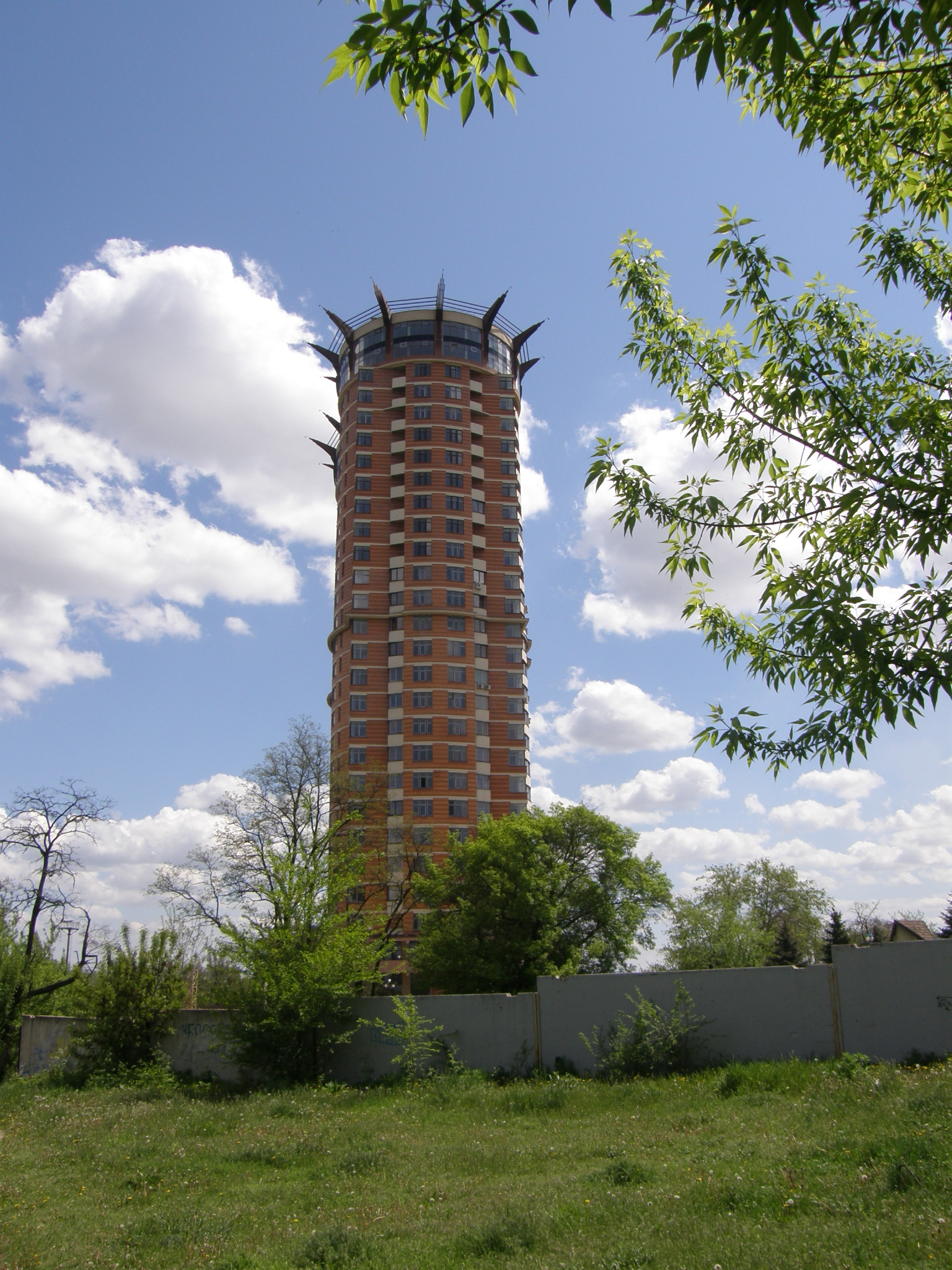